# استيبان يان
استيبان يان هو لاعب كرة قاعدة دومينيكاني، ولد في 22 يونيو 1975 في مقاطعة إلسيبو ‏ في جمهورية الدومينيكان.

## وصلات خارجية
- استيبان يان على موقع دوري كرة القاعدة الرئيسي (الإنجليزية)
- استيبان يان على موقع الدوري الياباني لكرة القاعدة (الإنجليزية)
- استيبان يان على موقع دوري كوريا الجنوبية لكرة القاعدة (الإنجليزية)
- استيبان يان على موقعبيزبول رفرنس.كوم (الدوري الرئيسي) (الإنجليزية)
- استيبان يان على موقعبيزبول رفرنس.كوم (الدوري الثانوي) (الإنجليزية)
- استيبان يان على موقع إي إس بي إن.كوم (أم.أل.بي) (الإنجليزية)
- استيبان يان على موقع مشجعي الرسوم البيانية (الإنجليزية)